# Volkswagen EA855
Volkswagen EA855 — бензиновый двигатель внутреннего сгорания немецкого автоконцерна Volkswagen, находящийся в производстве с 2009 года. Используется в автомобилях Volkswagen Group или Audi AG. Устанавливается на автомобили Audi TT 8J, Audi RS3 8P и Audi RS Q3.
Блок цилиндров пятицилиндрового двигателя Audi основан на безнаддувном 2,5-литровом двигателе MPI, который Volkswagen устанавливал на Bora 2004 года (или Jetta в Северной Америке и Южной Африке), рядный двигатель имеет диаметр цилиндра 92,8 мм и ход поршня 82,5 мм. Рабочий объём составляет 2480 см3. Степень сжатия 10:1, клапанный механизм работает с помощью ремня газораспределительного механизма.